# NGC 777
NGC 777 је елиптична галаксија у сазвежђу Троугао која се налази на NGC листи објеката дубоког неба.
Деклинација објекта је + 31° 25' 47" а ректасцензија 2h 0m 14,8s. Привидна величина (магнитуда) објекта NGC 777 износи 11,5 а фотографска магнитуда 12,5. Налази се на удаљености од 54,497 милиона парсека од Сунца. NGC 777 је још познат и под ознакама UGC 1476, MCG 5-5-38, CGCG 503-67, PGC 7584.